# العلاقات الكندية الميانمارية
العلاقات الكندية الميانمارية هي العلاقات الثنائية التي تجمع بين كندا وميانمار.

## مقارنة بين البلدين
هذه مقارنة عامة ومرجعية للدولتين:
| وجه المقارنة                                              | كندا                     | ميانمار          |
| --------------------------------------------------------- | ------------------------ | ---------------- |
| المساحة (كم2)                                             | 9.98 مليون               | 676.58 ألف       |
| عدد السكان (نسمة)                                         | 35.70 مليون              | 53.37 مليون      |
| الكثافة السكانية (ن./كم²)                                 | 3.58                     | 78.88            |
| العاصمة                                                   | أوتاوا                   | نايبيداو، يانغون |
| اللغة الرسمية                                             | لغة إنجليزية، لغة فرنسية | اللغة البورمية   |
| العملة                                                    | دولار كندي               | كيات ميانماري    |
| الناتج المحلي الإجمالي (بليون دولار)                      | 1.65 تريليون             | 69.32 مليار      |
| الناتج المحلي الإجمالي (تعادل القوة الشرائية) بليون دولار | 1.59 تريليون             | 282.95 مليار     |
| الناتج المحلي الإجمالي الاسمي للفرد دولار أمريكي          | 43.25 ألف                | 1.16 ألف         |
| الناتج المحلي الإجمالي للفرد دولار أمريكي                 | 45.07 ألف                |                  |
| مؤشر التنمية البشرية                                      | 0.913                    | 0.536            |
| رمز المكالمات الدولي                                      | +1                       | +95              |
| رمز الإنترنت                                              | .ca                      | .mm              |
| المنطقة الزمنية                                           |                          | ت ع م+06:30      |

## منظمات دولية مشتركة
يشترك البلدان في عضوية مجموعة من المنظمات الدولية، منها:
| علم المنظمة | اسم المنظمة                        | تاريخ انضمام كندا | تاريخ انضمام ميانمار |
| ----------- | ---------------------------------- | ----------------- | -------------------- |
|             | مؤسسة التنمية الدولية              | 24 سبتمبر 1960    | 5 نوفمبر 1962        |
|             | المنظمة الهيدروغرافية الدولية      | ?                 | ?                    |
|             | مؤسسة التمويل الدولية              | 20 يوليو 1956     | 3 ديسمبر 1956        |
|             | منظمة حظر الأسلحة الكيميائية       | ?                 | ?                    |
|             | يونسكو                             | 4 نوفمبر 1946     | 27 يونيو 1949        |
|             | الأمم المتحدة                      | 9 نوفمبر 1945     | 19 أبريل 1948        |
|             | الاتحاد الدولي للاتصالات           | 1 يوليو 1908      | 15 سبتمبر 1937       |
|             | منظمة الشرطة الجنائية الدولية      | ?                 | ?                    |
|             | البنك الدولي للإنشاء والتعمير      | 27 ديسمبر 1945    | 3 يناير 1952         |
|             | الاتحاد البريدي العالمي            | ?                 | ?                    |
|             | وكالة ضمان الاستثمار متعدد الأطراف | 12 أبريل 1988     | 16 ديسمبر 2013       |
|             | بنك التنمية الآسيوي                | 1966              | 1973                 |
|             | منظمة التجارة العالمية             | ?                 | ?                    |
|             | منتدى آسيان الإقليمي ‏              | ?                 | ?                    |

## وصلات خارجية
- موقع وزارة الخارجية الكندية
- موقع وزارة الخارجية الميانمارية